# Punts extrems de l'Uruguai

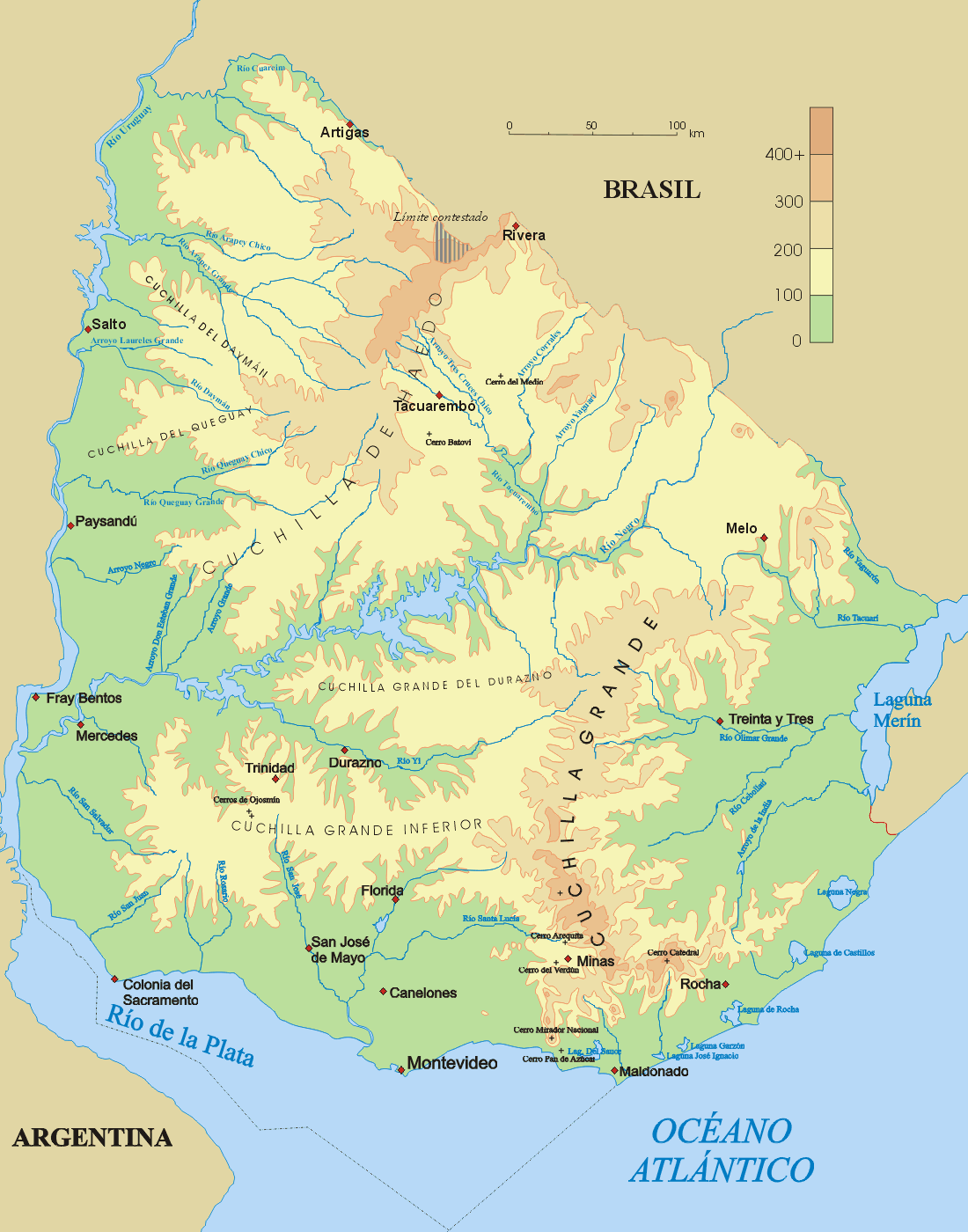
Mapa físic de l'Uruguai.

L'Uruguai és el país més meridional d'Amèrica, al costat de l'Argentina i de Xile, que s'estenen molt més cap al sud. La seva àrea territorial està compresa aproximadament entre els paral·lels 30º i 35º de latitud sud i els meridians 53º i 58º de longitud oest. Si s'hi inclou el mar territorial, les coordenades són 30° i 38° de latitud sud i 50° i 58° de longitud oest.

## Latitud i longitud
Direcció nord-sud
- El punt més septentrional de l'Uruguai es troba sobre el riu Cuareim, proper al rierol Yacot: 30° 05′ 08″ S, 56° 57′ 06″ O / 30.08556°S,56.95167°O (Departament d'Artigas).

- El punt més austral del país es troba a l'extrem sud de la península de Punta del Este: 34° 58′ 27″ S, 54° 57′ 07″ O / 34.97417°S,54.95194°O (Departament de Maldonado).

La distància entre el punt més al nord i el punt més al sud és de 571 quilòmetres.
Direcció est-oest
- El punt més oriental es troba sobre la desembocadura del riu Yaguarón a la Llacuna Merín: 32° 39′ 14″ S, 53° 10′ 58″ O / 32.65389°S,53.18278°O (Departament de Cerro Largo).

- El punt més occidental de l'Uruguai es troba al sud del riu San Salvador (Punta Arenal Grande): 33° 31′ 30″ S, 58° 26′ 01″ O / 33.52500°S,58.43361°O (Departament de Soriano).

La distància entre el punt més a l'est i el punt més a l'oest és de 500 quilòmetres.

## Altitud
- El punt més elevat d'aquest país, de relleu bastant pla (peniplanura ondada), com a resultat del fet que es troba en una zona de base geològica molt antiga, és el Cerro Catedral d'uns 514 msnm (513,66 msnm) ubicat a la Sierra Carapé, al nord del departament de Maldonado.[3]

- El punt més baix del país és sobre la franja costanera riuplatenca i atlàntica, al nivell mitjà del mar.